# Li Yunqi
Li Yunqi (n. 28 august 1993, Zhengzhou, Republica Populară Chineză) este un înotător chinez, medaliat olimpic. A participat la o ediție a Jocurilor Olimpice (2012) în care a câștigat o medalie de bronz.